# Den hollandske vandlinje
Den Hollandske vandlinje er en række af forsvarsanlæg knyttet til kanaler og floder i Nederlandene planlagt af Morits af Nederlandene (1567-1625) først i det 17. århundrede og anlagt af hans halvbror Hendrik (1584-1647). Ved oversvømmelse via kanaler og floder kunne hele anlægget stort set afskære hjertet af de Forenede Nederlande og efterlade det som en ø, adskilt fra kontinentet.

## Baggrund
Tidligt i den nederlandske frihedskamp mod Spanien (1568-1648) fik nederlænderne øje for, at oversvømmelse af lavtliggende områder kunne fungere som et effektivt forsvar mod fjendtlige styrker. Det blev fx anvendt ved Belejringen af Leiden (1574). Efter at hjertet af de Forenede Nederlande senere i konflikten var blevet renset for spanske tropper, planlagde Morits af Nederlandene at beskytte det med fæstningsanlæg og en linje af oversvømmet land, der løb fra Zuiderzee (nuværende IJsselmeer) ned til floden Waal.

## Første (gamle) hollandske vandlinje
De første spadestik til vandlinjen blev taget i 1629 af Frederik Hendrik af Nederlandene. Diger fik indlagt sluser, og forsvarsanlæg af befæstede byer blev lagt på strategiske punkter langs linjen. Der kom kanoner, der især dækkede de diger, der overskar vandlinjen. Vandstanden på de oversvømmede områder blev møjsommeligt vedligeholdt på et niveau som var dybt nok til at gøre en march til fods usikker og til at umuliggøre effektiv brug af andre både end de fladbundede pramme, nederlænderne brugte som kanonbåde. Det oversvømmede bælte blev yderligere gjort svært passabelt ved brug af undervandsgrøfter og trou de loup-fælder og senere også skjult pigtråd og landminer. Den eneste farbare vej gennem vandlinjen var en række diger, som blev dækket af kanoner, og hvis træer hurtigt kunne omdannes til abatis-forsvarsanlæg i krigstid. Om vinteren kunne vandstanden holdes, så isen på de oversvømmede områder blev undermineret, og isflagerne kunne danne yderligere forhindringer, der satte fremrykkende tropper i en udsat position i en længere periode.
Vandlinjen skulle vise sit værd mindre end fyrre år efter sin påbegyndelse, da Ludvig 14.s tropper blev stoppet af vandlinjen ved den fransk-nederlandske krig (1672). I 1794-5 lykkedes det kun de Revolutionenes franske styrker at bryde gennem linjen, da en usædvanlig hård frost havde bundfrosset de oversvømmede områder.

## Den anden (nye) hollandske vandlinje
Efter Napoléon Bonapartes endelige nederlag i Slaget ved Waterloo i 1815 blev det Forenede kongerige Nederlandene grundlagt og kort tid efter besluttede Vilhelm 1. at modernisere vandlinjen, så den blev udvidet øst for Utrecht.
I de næste 100 år forblev vandlinjen det centrale omdrejningspunkt for det hollandske forsvar, og yderligere kræfter blev lagt i at modernisere det med fæstninger og kanontårne. Forsvarslinjen blev mobiliseret, men aldrig angrebet under Den fransk-preussiske krig og 1. verdenskrig.
Ved indgangen til 2. verdenskrig var hovedparten af fæstningsanlæggende af jord og mursten for sårbare overfor moderne artilleri og bomber til at kunne modstå en længerevarende belejring. For at afhjælpe det, var der blevet tilføjet en stor mængde bunkers. Imidlertid havde det nederlandske forsvar besluttet at koncentrere sig om en mere østlig forsvarslinje, Grebbelinjen, og kun at tildele vandlinjen en sekundær rolle. Da tyske tropper gennembrød Grebbelinjen den 13. maj, blev de hollandske tropper trykket tilbage til vandlinjen. Men med tyskernes moderne mobile krigsførelse, kunne faste forsvarslinjer omgås (eg. Maginot-linjen). Mens de hollandske styrker kæmpede et forældet skyttegravsslag langs Grebbelinjen, havde luftbårne tyske tropper allerede besat de sydlige overgange over vandlinjen – hovedpunkterne var broerne ved Moerdijk, Dordrecht og Rotterdam. Da modstanden alligevel ikke ophørte, tvang tyskerne nederlænderne til overgivelse ved luftbombardement af Rotterdam og trusler om gentagelse for Utrecht og Amsterdam. Af den grund havde vandlinjen kun ringe betydning under Slaget om Holland i maj 1940.

## Tredje hollandske vandlinje
Efter anden verdenskrig blev vandlinjen ombygget til at kunne modstå en sovjetisk invasion: linjen blev ført mere østover ved IJssel i Gelderland. I tilfælde af en invasion skulle vandet fra Waal og Rhinen føres over i IJssel, så den og de omkringliggende områder blev oversvømmet. Planen blev aldrig testet og skrinlagt af den hollandske regering i 1963.

## I dag
Mange af fæstningsanlæggene og bunkerne er fortsat mere eller mindre intakte, og der er fornyet interesse for vandlinjen, om end af andre årsager end før. Områderne tiltrækker med deres naturskønhed, og vandre- og cykelruter er lagt langs linjen, og nogle af fæstningsanlæggene er restaureret og genåbnet for overnatning. Andre af anlæggene er omdannet til andre formål; fx har universitet i Utrecht sin botanisk have i Fort Hoofddijk.
Den nederlandske regering overvejer at nominere hele forsvarslinje til UNESCOs verdensarvsliste som forsvarslinjen omkring Amsterdam (Stelling van Amsterdam).

## Data
| Længde         | 85 km       |
| Bredde         | 3-5 km      |
| Areal          | 50,000 ha   |
| Forsvarsværker | 60          |
| Overflodszoner | 10 bassiner |

### Forsvarsværker og befæstede byer langs (den nye) vandlinje
I rækkefølge nord til syd. Forsvarsværker bygget eksplicit til at beskytte en by er nævnt med den relevante by i parentes.
- Permanent artilleri batteri De Westbatterij (Muiden)
- Slot Muiderslot (Muiden)
- Befæstet by Muiden
- Befæstet by Weesp
- Fort aan de Ossenmarkt (Weesp)
- Fort Uitermeer
- Fort Hinderdam
- Fort Ronduit (Naarden)
- Befæstet by Naarden
- artilleri batteri Karnemelksloot (Naarden)
- Fort Uitermeer
- Fort Kijkuit
- Fort Spion
- Fort Nieuwersluis
- Fort bij Tienhoven
- Fort aan de Klop (Utrecht)
- Fort de Gagel (Utrecht)
- Fort op de Ruigenhoeksedijk (Utrecht)
- Fort Blauwkapel (Utrecht)
- Fort op de Voordorpsdijk (Utrecht)
- Fort aan de Biltstraat (Utrecht)
- Mindre fort Werk aan de Hoofddijk (Utrecht)
- Fort bij Rhijnauwen (Utrecht)
- Lunetten, en række mindre halvmåneformet forter:

* Lunet I (Utrecht)
* Lunet II (Utrecht)
* Lunet III (Utrecht)
* Lunet IV (Utrecht)
- Fort bij Vechten (Utrecht)
- Fort bij 't Hemeltje
- Fort bij Jutphaas
- Mindre fort Werk aan de Waalse Wetering
- Minor fort Werk aan de Korte Uitweg
- Lunet aan de Snel
- Fort Honswijk
- Fort Pannerden
- Mindre fort Werk aan de Groene Weg
- Mindre fort Werk aan de Spoel
- Fort Everdingen
- Minor fort Werk op de spoorweg bij de Diefdijk
- Fort bij Asperen
- Fort bij de Nieuwe Steeg
- Fort bij Vuren
- Befæstet by Gorinchem
- Befæstet by Woudrichem
- Slot Loevestein
- Mindre fort Werk aan de Bakkerskil
- Fort Steurgat

- Luftfoto af den befæstede by Naarden. Den stjerneformede jordfæstning er planlagt i den tidlige krudtalder til at holde fjenden på afstand af byen, for derved at beskytte den mod beskydning.
- Beskyttelsesrum i beton ved fort Ruigenhoek
- Overflodsarealer ved fort Ruigenhoek
- Fort Rhijnauwen view set fra Vossegatsedijk